# John Brizar Hansen
John Brizar Hansen (født 1940) var en dansk atlet.
John Brizar Hansen var medlem af Københavns IF. Han var 1963 på det danske landshold mod Island i Reykjavík på 400 meter hvor han sammen med Poul Erik Andersson klarede dobbeltsejr til Danmark. Han løb også på det vindende dansk 4 x 400 meter-hold.
John Brizar Hansen blev trænet af Jørgen Heller Andersen.

## Personlige rekord
- 200 meter: 23,0 1963
- 400 meter: 49,2 1963
- 800 meter: 1,53,8 1963
- 1500 meter: 4,02,0 1963